# タナー・テスマン
フランシス・タナー・テスマン（Francis Tanner Tessmann, 2001年9月24日 - ）は、アメリカ合衆国・アラバマ州バーミングハム出身のサッカー選手。リーグ・アン・オリンピック・リヨン所属。ポジションはMF。

## クラブ経歴
2016年にFCダラスのユースアカデミーに入所。2019年に傘下のノーステキサスSCに昇格。高校時代はアメリカンフットボールのプレースキッカーとしても慣らしていたこともあり、当時はクレムソン大学に進学する予定だったものの、最終的にサッカー選手としての道を歩んでいく事を決断。2020年2月にホームタウン選手に認定され、正式にプロ契約を締結。同年シーズン開幕戦のフィラデルフィア・ユニオン戦でプロデビュー。プロ1年目はリーグ戦21試合に出場。2021年シーズンは先発に定着した。
2021年7月15日、ヴェネツィアFCへの移籍が発表された。

## 代表経歴
2021年2月にアメリカ代表に招集され、1日のトリニダード・トバゴ戦で代表デビュー。同年3月には東京オリンピックの北中米カリブ海予選にU-23代表で出場。しかし、準決勝でホンジュラスに敗れ、オリンピック出場はならなかった。